# Bulk, England
Bulk är en stadsdel i Lancaster, i distriktet Lancaster, i grevskapet Lancashire, i England. Ward hade 9 505 invånare år 2021. Bulk var en civil parish från 1866 till 1900 då den blev en del av Lancaster och Quernmore. Civil parish hade 671 invånare år 1891.